# Lennart Daléus
Lennart Daléus (ur. 25 czerwca 1946 w Sztokholmie) – szwedzki polityk i działacz społeczny, poseł do Riksdagu, lider Partii Centrum w latach 1998–2001.

## Życiorys
W latach 1965–1966 służył w wojsku w oddziale artylerii nadbrzeżnej. Zaangażował się w działalność szwedzkich organizacji środowiskowych, m.in. założył i kierował szwedzkim oddziałem organizacji Friends of the Earth. Podczas referendum w 1980 był liderem kampanii przeciwko wykorzystywaniu energii nuklearnej.
W 1991 po raz pierwszy z ramienia Partii Centrum uzyskał mandat posła do Riksdagu. Z powodzeniem ubiegał się o reelekcje w wyborach w 1994 i 1998, zasiadając w szwedzkim parlamencie do 2002. W latach 1998–2001 pełnił funkcję przewodniczącego tego ugrupowania. Na stanowisku lidera partii zastąpiła go Maud Olofsson. W 2006 opuścił partię, zarzucając jej, że przestała ona zwracać uwagę na kwestię ochrony środowiska.
W latach 2002–2008 był sekretarzem generalnym szwedzkiego oddziału Greenpeace.